# Millet (Imperiul Otoman)
Millet, uneori greșit Milet, Milliet sau Miliyet, este cuvântul folosit pentru desemnarea comunităților confesionale din Imperiul Otoman. Termenul se referă la structura curților de justiție separate, care urmau „legea personală” sub care fiecare comunitate avea permisiunea să se autoguverneze (musulmanii prin Șaria, creștinii prin Dreptul canonic și evreii prin Halakha). După reformele Tanzimatului (1839–1876), termenul a fost folosit pentru grupurile minoritare protejate din punct de vedere legal, similar cu modul în care era folosit termenul „națiune” sau „etnie” în alte țări (de unde alunecarea semantică de la „millet”, comunitate, la „milyet” sau „miliet”, națiune). Cuvântul miliet își află originea în cuvântul arab millah (ملة), care poate fi tradus prin „neam”. Sistemul „milieturilor” al legii islamice poate fi considerat ca fiind un exemplu de pluralism religios în cadrul căruia un oarecare grad de toleranță era acordat comunităților minoritare în schimbul unor obligații suplimentare (plata haraciului, răpirea primului băiat). Conceptul (melet) a fost folosit pentru comunitățile nestoriene din Imperiul Sasanid zoroastric în secolul al IV-lea, mai înainte de fondarea Imperiului Otoman.

## Conceptul
Conceptual, milietul are similitudini cu sistemul de segregare rasială aplicat în Statele Unite până în 1962 : membrii comunităților pot locui pretutindeni în teritoriul țării, dar indiferent unde trăiesc, au drepturi diferite, legi diferite, datorii diferite, și nu se pot amesteca. Este astfel diferit de sistemul de „autonomie teritorială” al rezervațiilor indigene din S.U.A. și al teritoriilor ori republicilor autonome din Europa sau Rusia, în care toți cetățenii au aceleași drepturi și îndatoriri, putându-se amesteca, dar în care anumite porțiuni de teritoriu sunt gestionate în mod autonom și pot avea limbi oficiale proprii, pe lângă limba de stat. Sistemul milieturilor a avut o istorie îndelungată în Orientul Mijlociu, fiind legat de regulile islamice pentru cârmuirea minorităților nemusulmane (dhimmii). Termenul otoman se referă în mod precis la un sistem separat de curți de justiție având ca obiect legile fiecărei minorități. Aceste curți permiteau autoguvernarea juridică, cu o implicare neînsemnată din parte organelor juridice otomane, atâta vreme cu nu erau implicați subiecții musulmani (în schimb, dacă un musulman era implicat, se aplica tuturor protagoniștilor legea islamică Șaria ; când un membru al unui miliet nemusulman comitea o infracțiune împotriva membrului unui alt miliet nemusulman, se aplica legea părții vătămate). 
În conformitate cu conceptul otoman, supușii sultanului erau legați de milieturile lor prin apartenența lor la o anumită comunitate confesională, nu prin originea etnică. Șeful milietului, cel mai adesea un lider religios precum Patriarhul greco-ortodox al Constantinopolului, sau înaintea acestuia, Patriarhul Orientului, raporta direct sultanului otoman, respectiv regelui sasanid. Milietul avea o putere mare : își stabilea propriile legi și colecta și redistribuia propriile taxe. În schimb, milietul trebuia să fie loial imperiului.
Mai târziu, percepția conceptului de miliet a fost alterat în secolul al XIX-lea odată cu apariția și dezvoltarea naționalismului turc în Imperiul Otoman. 

## Milieturile
După declinul Bisericii Răsăritului în secolul al XIV-lea, principalele milieturi din Imperiul Otoman, în afară de cel musulman, au fost cel greco-ortodox, cel evreiesc, cel armenesc și cel siriacă-ortodoxă
. Etnicii armeni formau trei milieturi în funcție de credințele lor. Au mai existat și alte milieturi, precum cele ale catolicilor, samaritanilor sau a karaiților. 

### Musulmanii
Vedeți și: Califatul otoman 
Comunitățile otomane au prosperat în timpul Imperiului Otoman, în condițiile în care sultanul era și calif. Legea otomană nu recunoștea noțiuni precum etnia sau cetățenia. Aceasta făcea ca toți musulmanii, indiferent de etnie, să se bucure de aceleași drepturi și privilegii cu restul musulmanilor. S-a spus chiar că, în aceste condiții, arabii musulmani au considerat Imperiul Otoman ca un Imperiu Islamic renăscut. Cu toate aceste, în ciuda faptului că sus-numitul califat a jucat un rol foarte important în istorie, existența reală a acestor sentimente ale arabilor poate fi pusă la îndoială cu mult timp mai înainte de izbucnirea Revoltă Arabă și de disoluția Imperiului Otoman de la începutul secolului al XX-lea. În secolul al XVII-lea, micile regate din Maghreb se aflau doar din punct de vede nominal sub controlul otoman, iar Egiptul a fost practic independent încă de la începutul secolului al XIX-lea. 
Credințele ¬considerat deviante de către islamul ortodox al califatului, așa cum au fost șiiții, alauiții, aleviții și iezidiții, nu aveau un statut oficial și erau considerate parte a milletului musulman. În schimb, druzii sincretici din Muntele Druz și Munții Liban s-au bucurat de autonomie de tip feudal. Aceste grupuri erau diseminate pe tot cuprinsul imperiului, cu minorități semnificative în cele mai multe dintre orașele importante. Autonomia acestor grupuri era imposibil de aplicat pe baze teritoriale.

### Creștinii ortodocși
Vedeți și: Greci otomani  și Fanarioți
Toți creștinii creștinii ortodocși supuși ai Imperiului Otoman erau încadrați în milietul denumit millet-i Rûm, literal „neamul Romanilor”, nume referitor la faptul că înainte de a fi supuși ai sultanilor, fuseseră cetățeni ai imperiului Roman de răsărit, numit ulterior „Bizantin”. Astfel, Rûm era denumirea dată de turci grecilor, bulgarilor, macedonenilor, albanezilor ortodocși, vlahilor, românilorn sârbilor, georgienilor și arabilor creștini, indiferent de diferențele etnice sau lingvistice și de faptul că ierarhia bisericească era în general greacă. 
Patriarhul Ecumenic al Constantinopolului a fost recunoscut drept cea mai înaltă autoritate religioasă și politică (millet-bași) al tuturor supușilor ortodocși ai sultanului, deși, în anumite perioade, unele dintre marile puteri ale vremii și-au asumat rolul de protectori ai creștinilor. A fost cazul Imperiului Rus după Tratatul de la Küçük Kaynarca (1774), ori a Regatului Unit. Patriarhia sârbă fondată în 1557 a avut sub jurisdicția sa o bună parte creștinilor din Imperiul Otoman, până când au pierdut în competiția cu fanarioții în secolul al XVIII-lea. În cele din urmă, Patriarhia Sârbă a fost desființată și a organizațiile sale religioase au trecut sub controlul Patriarhiei Ecumenice a Constantinopolului în 1766.

### Armenii (Apostolici, catolici și evanghelici)
Până în secolul al XIX-lea, armenii aveau un singur miliet, în rândul căruia erau încadrați atât cei care aparțineau de Biserica Apostolică Armeană, cât și armenii catolici și cei protestanți. În secolul al XIX-lea s-a separat un miliet catolic armean. Nearmenii care erau credincioșii unor biserici înrudiți din punct de vedere teologic cu armenii (așa-numiții noncalcedoneni) s-au aflat sub autoritatea Patriarhiei Armene, deși nearmenii și-au menținut o ierarhie separată. Aceste grupuri au fost ortodocșii siriaci și copții. 

### Ortodocșii siriaci
Biserica Ortodoxă Siriacă a funcționat sub Patriarhatul Armean, dar a făcut o cerere la Poarta Otomană pentru obținerea unui statut separat, aceste cereri fiind susținute de o campanie susținută de emigrația din Europa Occidentală. Astfel, Biserica Apostolică Siriacă a Antiohiei și a întregului Răsărit („iacobită”, care mai târziu și-a schimbat numele în „siriacă”), a fost recuoscută ca o comunitate separată (millet). Tot în această perioadă au fost recunoscute milleturile caldeean-catolic, siriac-catolic și „meletul” nestorienilor. Meletul nestorienilor era comunitatea ce mai depărtată față de capitala imperiului.

### Evreii
Evreii erau organizați sub sistemul milieturilor ca o comunitate pe baza religiei, alături de cele ale altor credințe (milietul ortodox, milietul armean, etc). Evreii se bucurau de o largă administrativă. Ei erau reprezentați în fața sultanului de Hahambași (în turcă: Hahambașı) حاخامباشی), care se bucura de ample puteri legislative, juridice și executive în rândul comunității sale. Uneori, hahambași ara invitat alături de alți bași să participe la ședințele Divanului. 
Evreii otomani s-au bucurat de privilegii similare cu cele ale ortodocșilor. Orașul Thessaloniki a primit un influx important de evrei în secolul al XV-lea și, în scurtă vreme, a înflorit din punct de vedere economic într-o asemenea măsură că, în timpul secolului al XVIII-lea, era cel mai populat și poate cel mai bogat oraș locuit de evrei din lume. Evreii otomani, alături de armeni și greci, dominau practic comerțul din imperiu.

## Istoric
Dovezile ale existenței milleturilor datează încă din secolul al IV-lea, în Imperiul Sasanid Persan, care era în principal zoroastrian. Primii creștini din regiune, care au format Biserica Orientului (cunoscută mai târziu, după schisma nestoriană, ca Biserica Nestoriană). Conducătorul Bisericii Orientului, Chatolicosul sau Patriarhul Orientului, era responsabil în fața monarhului Persiei pentru toți supușii creștini din imperiu. Acest sistem al menținerii creștinilor ca o comunitate religioasă protejată a continuat după cucerirea islamică a Imperiului Sasanid, iar comunitatea creștinilor nestorieni a continuat să se dezvolte, reușind să trimită misionari dincolo de frontierele imperiului, până în China sau India. 

### Înființarea milieturilor otomane
Milieturile creștine au fost înființate în Imperiul Otoman de sultanul Mehmed al II-lea Fatih după cucerirea Constantinopolului în 1453. Sultanul a reorganizat statul otoman drept stat succesor al Imperiului Bizantin, acordând acestor milieturi hatișerife (reguli de funcționare) uneori extrem de amănunțite. Fiecare miliet creștin era condus de un patriarh, ales de comunitate și responsabil în fața aparatului de stat otoman. Conducătorul milietului era socotit mijlocitorul dintre stat și obștea sa religioasă. El avea un dublu statut : cel de șef ales al comunității și de oficial otoman. Funcțiile speciale caracteristice patriarhilor prin instituția milietului asigura acestora un caracter ecleziastic. În Orientul Mijlociu, apartenența la instituție religioasă era deseori cel mai vizibil aspect al naționalității, iar autoritatea patriarhului se extindea asupra școlilor și chiar și în anumite domenii administrative, în special în ceea ce privește dreptul civil. Practic, milieturile au fost entități autonome în tot ceea ce privește problemele religioase, culturale și sociale. Autonomia lor era însă limitată prin excluderea oricărei expresii politice. Ea nu era teritorială ci demografică, aplicându-se membrii unei comunități pe tot teritoriul imperiului.

### Secolul al XIX-lea (epoca reformelorTanzimat)
În secolul al XIX-lea au fost înființate noi milieturi pentru comunitățile creștinilor greco-catolici și protestanți. Biserica Ortodoxă Bulgară a fost recunoscută ca miliet de sine-stătător prin firmanul din 1870 (drept care, ortodocșii bulgari aveau să fie excomunicați doi ani mai târziu de Patriarhul Constantinopolului pentru filetism adică erezia care pune națiunea deasupra religiei). În perioada de dinainte de Primul Război Mondial, existau 17 milleturi în imperiu. 

#### Otomanismul
Vedeți și: Tanzimat și Otomanism
Reformele Tanzimatului au vizat încurajarea otomanismului (adică a integrării în imperiu, indiferent de religie sau limbă) printre națiunile cu tendințe secesioniste, și stăvilirea mișcărilor naționaliste centrifuge. Reformele au eșuat, în ciuda faptului că au încercat să integreze comunitățile nemusulmane și neturce din imperiu în societatea otomană prin prevederi care erau revoluționare pentru acea perioadă. În timpul Tanzimatului a fost emis Regulamentul Națiunii Armene, ("Nizâmnâme−i Millet−i Ermeniyân") pe 29 martie 1863. Milietul armean a primit o serie de privilegii extinse și autonomie. Națiunea Armeană, "Millet−i Ermeniyân" se referea la milietul Bisericii Ortodoxe Gregoriene Armeană. La scurtă vreme după aceasta, Imperiul Otoman a emis „Firmanul Reformelor” (Islahat Fermâni), o nouă reglementare ce privea „Nizâmnâme−i Millet−i Ermeniyân”, inițiată de Adunarea Patriarhală a Armenilor. Armenii primeau privilegii excepționale, care permiteau formarea unui „stat în stat” și care urmărea eliminarea dominației aristocrației prin dezvoltarea claselor politice izvorâte din societatea civilă. Aceste două reforme, care ar fi trebuit din punct de vedere teoretic să fie exemple de schimbare socială prin intermediul legii, au produs o presiune uriașa asupra structurii politice și administrative otomane. 

#### Efectul „protectoratului misiunilor”
Vedeți și: Protectoratul misiunilor și Capitulațiile Imperiului Otoman 
Sistemul civil otoman a dispărut practic prin transferarea dreptului de ocrotire a cetățenilor nemusulmani ai imperiului, către alte state. Supușii sultanului încetau astfel să mai fie cetățeni otomani, ci deveneau supuși ai altor state prin Capitulațiile Imperiului Otoman. Astfel, Imperiul Rus a devenit ocrotitorul grupurilor ortodoxe, Franța a celor catolice, iar Regatul Unit al evreilor și altor grupuri. Rușii și britanicii s-au aflat într-o competiție pentru protectoratul asupra armenilor. Credincioșii ortodocși considerau că misionarii protestanți, (peste 100 în Anatolia în perioada de dinaintea izbucnirii primului război mondial), ca pe o amenințare la adresa propriilor învățături. 
Activitățile religioase sponsorizate de guverne occidentale nu erau total lipsite de substraturi politice, așa cum a demonstrat-o „războiul lumânărilor” din 1847. O serie de tensiuni dintre călugării catolici și ortodocși din Palestina s-au agravat datorită Franței, care făcea eforturi tot mai mari încă din 1840 pentru creșterea influenței sale în regiune. Bisericile din Palestina se aflau în administrarea diferitelor comunități creștine, iar renovarea lor era extrem de importantă. Puterile protectoare au făcut diferite intervenții la cel mai înalt nivel pentru condamnarea guvernatorului otoman din Palestina. El era învinuit că a poruncit paza bisericii Sfântului mormânt punând soldații înăuntrul lăcașului de cult. De fapt, el a încercat să pună capăt luptelor dintre facțiunile creștine pentru controlul asupra bisericii. Guvernele otomane emiseseră o serie de edicte care asigurau controlul diferitelor facțiuni creștine asupra locurilor sfinte

#### Efectele naționalismului
Vedeți și: Revoluția Franceză și Apariția naționalismului în Imperiul Otoman
Conceptul original al milieturilor prevedea un sistem unificat sub tutela „Casei lui Osman”. Apariția și dezvoltarea naționalismului în Europa sub influența ideilor Revoluției Franceze a continuat în Imperiul Otoman în timpul secolului al XIX-lea. Fiecare miliet a devenit tot mai autonom odată cu înființarea propriilor școli, biserici, spitale și a altor instituții cu caracter național. Aceste instituții au scos practic populația creștină din cadrul general al sistemului politic otoman. 
Sistemul milieturilor otomane a început să se degradeze odată cu evoluția criteriilor identificării comunitare, de la credința religioasă spre naționalitate. Interacțiunea ideilor Revoluției Franceze cu milieturile otomane a creat o abordare al identității personale diferită de cea de până atunci. De exemplu, mișcarea de eliberare națională a armenilor a început să se manifeste în cadrul bisericilor armene. Patriarhul Nerses Varjabedyan a exprimat poziția armenilor otomani spunându-i ministrului de externe britanic pe 13 aprile 1878 că nu mai este posibil ca turcii și armenii să mai trăiască împreună. Patriarhul considera că doar o administrație creștină ar fi putut să asigure egalitatea, dreptatea și libertatea de conștiință. Administrația creștină ar fi trebuit să o înlocuiască pe cea musulmană în Armenia (Armenia răsăriteană), Cilicia și Liban. 

### Utilizarea contemporană
Sistemul milieturilor este încă folosit diferit în unele dintre țările moștenitoare ale Imperiului Otoman: Irak, Siria, Iordania, Liban, Israel și Autoritatea Palestiniană, Egipt și Grecia, dar și în țări precum Iranul, Pakistanul și Bangladeșul, unde se respectă principiul tribunalelor separate a diferitelor religii recunoscute de stat, precum și dreptul la un număr determinat de mandate în Parlament. 
În Egipt, de exemplu, legea familiei (căsătoria, divorțul, pensia alimentară, custodia copiilor, moștenirea și înmormântarea) este bazată pe credința religioasă a fiecărui individ. Statul egiptean recunoaște doar cele trei religii „cerești”: islamul, creștinismul și iudaismul. Familiile musulmane sub subiectele Șariei, cele creștine ale legii canonice, iar cele evreiești ale Halahei. În cazul disputelor din familiile mixte, în care soția este creștină iar soțul musulman, se aplică Șaria.
Israelul păstrează de asemenea un sistem derivat din milieturile otomane, conform căruia statutul personal este bazat pe apartenența la o comunitate religioasă. Pe baza legilor moștenite din perioada otomană și menținute atât în timpul Mandatului britanic cât și după cucerirea independenței, statul Israel își rezervă dreptul să recunoască anumite comunități și să refuze recunoașterea altora. Astfel, Iudaism ortodox este recunoscut în mod oficial de către Israel, în vreme ce rabinii reformați și cei conservatori nu sunt recunoscuți și, ca atare, nu pot duce la îndeplinire ceremonia căsătoriei. Israelul recunoaște druzii ca o comunitate separată, ceea ce nu făcuseră otomanii și britanicii, fiind vorba de anumite considerente politice. De asemenea, statul Israel își rezervă dreptul să hotărască apartenența unei persoane la o comunitate religioasă și să-l înregistreze în mod oficial funcție de această decizie, chiar și atunci când respectiva persoană se opune acestei hotărâri. Astfel, atee de origine evreiască sunt înregistrate ca făcând parte din comunitatea religioasă evreiască, această practică avându-și originea în milleturile otomane, care punea pe prim plan credința unei persoane și pe unul secundar etnia acesteia. 
Politicieni seculariști precum Shulamit Aloni sau Uri Avnery au protestat împotriva acestei practici și au cerut desființarea acestei moșteniri otomane și înlocuirea sa cu un sistem copiat după abordarea occidentală, unde afilierea religioasă este considerată o chestiune privată de conștiință, în care statul nu trebuie să se amestece. Toate propunerile de acest tip au fost respinse până în acest moment. 
Un caz interesant este cel al Greciei, care nu recunoaște în mod oficial sistemul milleturilor. În practică însă, Grecia recunoaște doar o minoritate musulmană, diferită de minoritarii din etniile turcă sau pomacă, ceea ce este în practică o moștenire a sistemului milleturilor otomane. 

#### Înțelegerea contemporană a termenului „miliet”
Termenul „miliet” din limba turcă contemporană (milliyet) poate fi tradus prin „național” (milliyet naturpark), dar el păstrează de asemenea și conotații religioase sau etnice (çingene miliyeti: neamul Romilor), putând fi folosit și pentru încadrarea unei persoane într-un grup anume, nu neapărat religios sau etnic (dolmușçu miliyeti: breasla „șoferilor de maxi-taxi”; kadın miliyeti : „femeimea”; erkek miliyeti : „omenirea”).